# Linkenmühle (Paska)

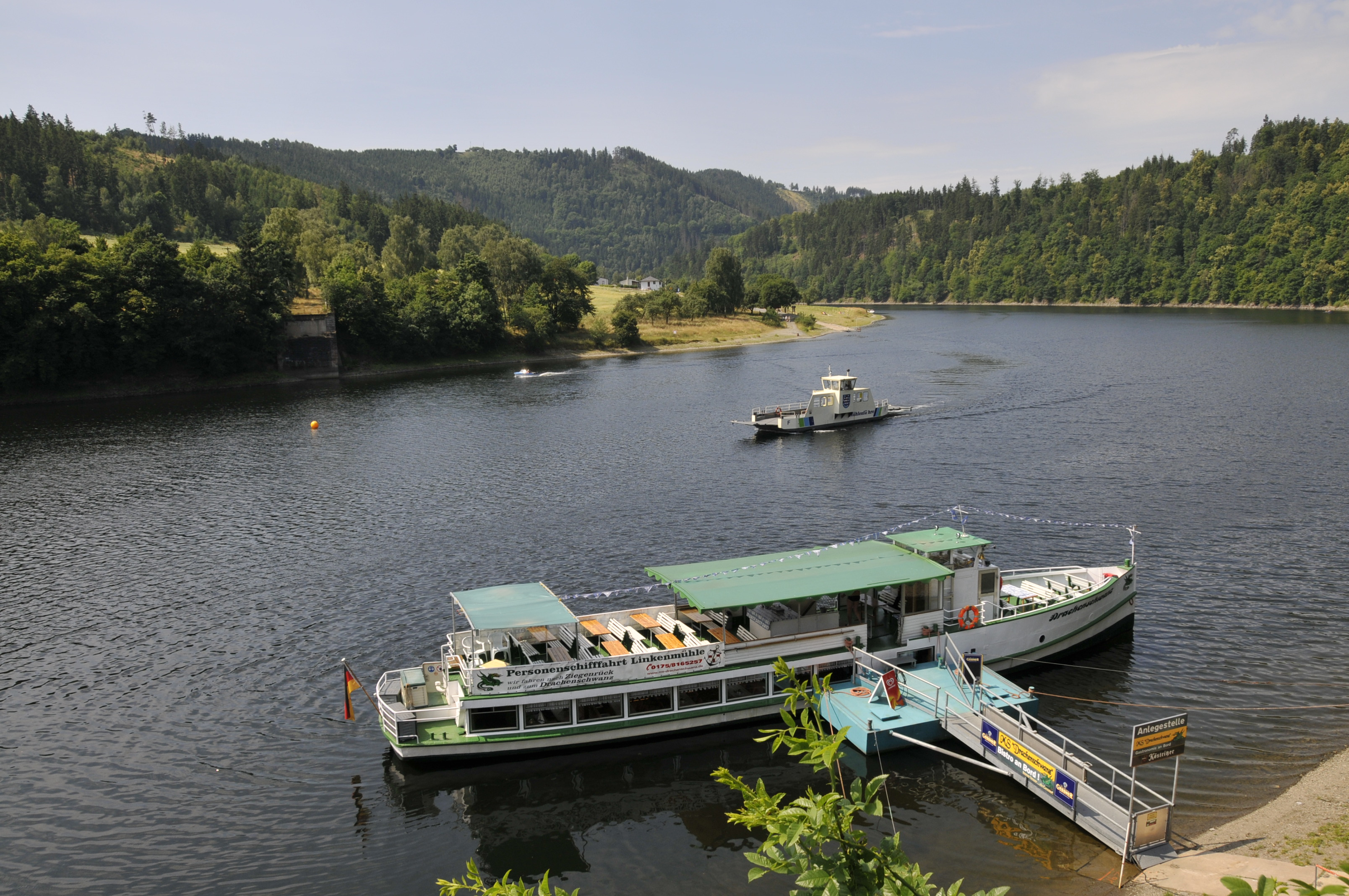
Der Stausee in Höhe der Linkenmühle mit dem Schiff Drachenschwanz

Linkenmühle ist ein Anwesen in der Gemeinde Gössitz im Saale-Orla-Kreis in Thüringen.

## Lage
Die Linkenmühle befindet sich am östlichen Ufer der Talsperre Hohenwarte. Dort führt die Landesstraße 1100 vorbei. Mit der Fähre kann man an das  Westufer übersetzen. Östlich auf dem Plateau des Thüringer Schiefergebirges liegt Paska. In der südlichen Nachbarschaft liegt Ziegenrück.

## Geschichte
Die Linkenmühle wurde im 17. Jahrhundert als Getreidemühle sowie Bauern- und Winzergehöft erbaut. Die Mühle wurde noch bis 1968 betrieben. 
An der Linkenmühle querte eine 30 Meter hohe Brücke über die Talsperre. Hier befand sich bis 1943 eine ältere Brücke, welche nach der Flutung des Stausees sich aber unter Wasser befunden hätte. Am 12. April 1945 wurde die neue Brücke von der Wehrmacht gesprengt, um das Vordringen der amerikanischen Streitkräfte zu behindern. Bis heute wurde die Brücke nicht wieder aufgebaut. Es besteht die Möglichkeit, die zwischen Linkenmühle und Altenbeuthen eingesetzte einzige Autofähre Thüringens zu benutzen. Sie ist die einzige Fähre Deutschlands, die auf einem Stausee verkehrt.

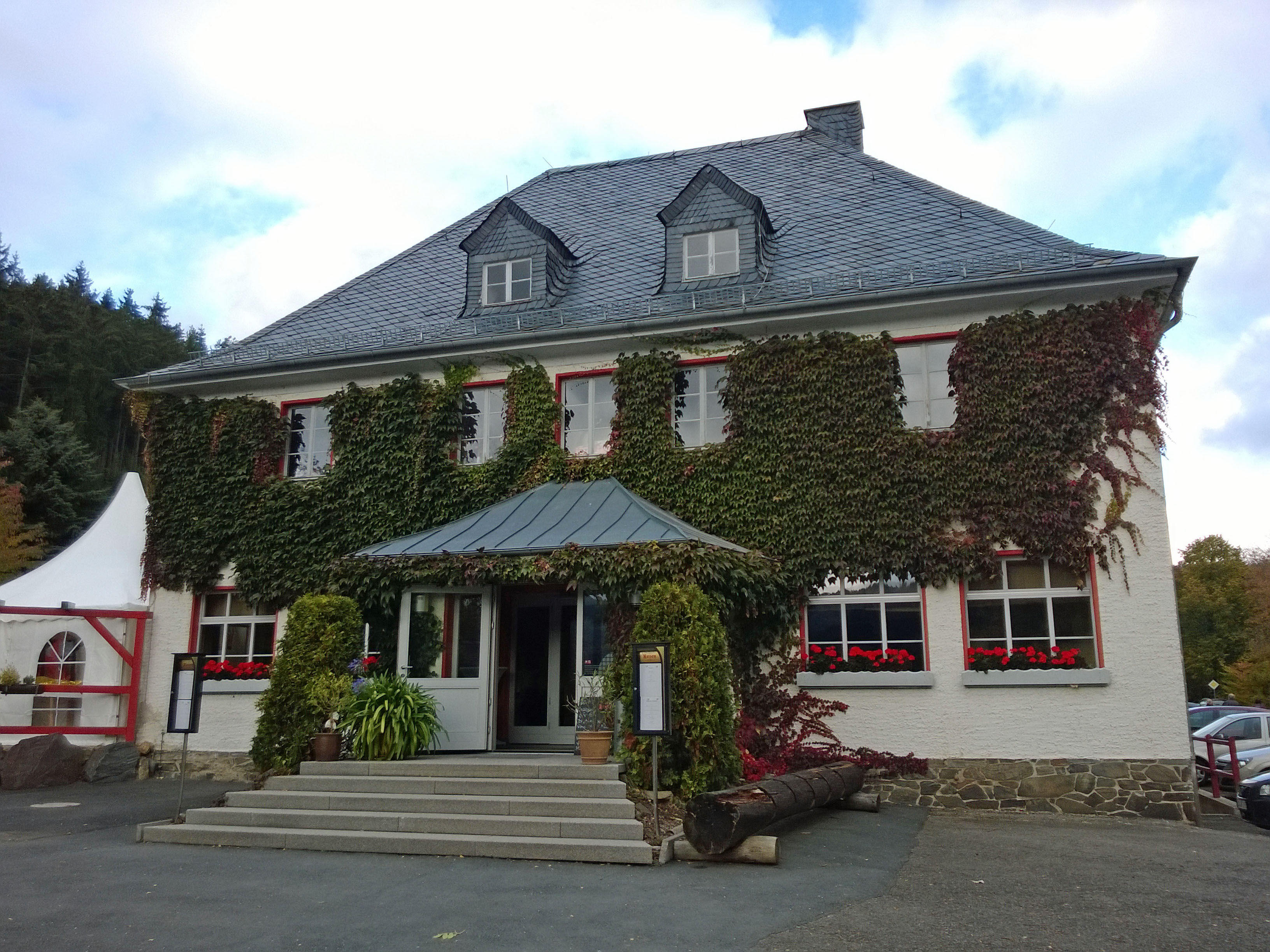
Das Gasthaus Linkenmühle im Oktober 2013.